# Hodgesiella
Hodgesiella ist eine Gattung von Schmetterlingen aus der Familie der Prachtfalter (Cosmopterigidae).

## Merkmale
Die Vertreter der Gattung sind kleine Falter mit lanzettlichen, spitz zulaufenden Vorderflügeln. Sie haben dunkelbraune Vorderflügel, die mit drei, teilweise unvollständigen weißen Binden gezeichnet sind. Die Hinterflügel sind ebenfalls lanzettlich und haben einen spitz zulaufenden Apex.
Bei den Männchen ist das Tegumen gut entwickelt. Es ist kurz und breit und hat am hinteren Rand eine U-förmige Ausbuchtung. Die Brachia sind unterschiedlich lang. Das rechte Brachium ist ungefähr anderthalb oder zweimal so lang wie das linke. Die Valven sind gelappt, der Cucullus ist mit langen groben Borsten versehen. Die rechte Valvella liegt frei und ist teilweise mit dem Aedeagus verwachsen. Der Aedeagus ist flaschenförmig und hat eine scharfe Spitze.
Bei den Weibchen sind die Apophyses posteriores sehr lang und ungefähr dreimal länger als die Apophyses anteriores. Das Sterigma ist länglich und stark sklerotisiert. Der Ductus bursae ist membranös und sehr schmal. Er ist ungefähr so lang wie das Corpus bursae. Das Corpus bursae ist oval und hat hinten einen großen länglichen Lobus der im Ductus seminalis endet. Es sind zwei Signa ausgebildet, die entweder klein und dornig oder trichterförmig sind.

## Verbreitung
Die Gattung ist im Mittelmeerraum und in Zentralasien verbreitet. Einige Arten kommen auch in der Orientalis vor.

## Biologie
Die Raupen leben als Blattminierer an Windengewächsen (Convolvulaceae).

## Systematik
Die Typusart der Gattung ist Stagmatophora rebeli. Die folgende Artenliste basiert auf dem von Sinev 2002 erstellten World catalogue of cosmopterigid moths und wurde um weitere Arten ergänzt.
- Hodgesiella bellaqueifontis Gibeaux, 1986
- Hodgesiella callistrepta (Meyrick, 1917)
- Hodgesiella christophi Koster & Sinev, 2003
- Hodgesiella lampropeda (Meyrick, 1917)
- Hodgesiella puplesisi Sinev, 1989
- Hodgesiella quaggella (Christoph, 1887)
- Hodgesiella rebeli (Krone, 1905)
- Hodgesiella reliqua Gibeaux, 1986
- Hodgesiella rhodorrhisella (Kasy, 1970)

## Belege
1. 1 2 3 4 5 6 7  J. C. Koster, S. Yu. Sinev: Momphidae, Batrachedridae, Stathmopodidae, Agonoxenidae, Cosmopterigidae, Chrysopeleiidae. In: P. Huemer, O. Karsholt, L. Lyneborg (Hrsg.): Microlepidoptera of Europe. 1. Auflage. Band 5. Apollo Books, Stenstrup 2003, ISBN 87-88757-66-8, S. 162 (englisch).
2. ↑  Hodgesiella bei Fauna Europaea. Abgerufen am 14. März 2012
3. ↑  S. Yu. Sinev (2002): World catalogue of cosmopterigid moths (Lepidoptera: Cosmopterigidae). Proceedings of the Zoological Institute, St. Petersburg, Band 293, S. 71–87